# The Woman in the Yard
The Woman in the Yard är en amerikansk psykologisk skräckfilm i regi av Jaume Collet-Serra och skriven av Sam Stefanak. I rollerna finns Danielle Deadwyler, Okwui Okpokwasili, Russell Hornsby, Peyton Jackson och Estella Kahiha. Filmen hade biopremiär i USA den 28 mars 2025.

## Handling
En kvinna klädd i svart dyker helt plötsligt upp på en till synes helt oskyldig familjs gräsmatta, och avger därefter en skrämmande varning till dem. Och det som gör hela situationen ännu jobbigare, är att ingen vet vart denna mystiska kvinna ursprungligen kommer ifrån, vad hon vill, eller när hon tänker lämna familjen och deras gård ifred.

## Rollista
| Danielle Deadwyler | – Ramona |
| Okwui Okpokwasili  |          |
| Russell Hornsby    |          |
| Peyton Jackson     |          |
| Estella Kahiha     |          |

## Produktion
I februari 2024 tillkännagavs det att en skräckthrillerfilm med titeln The Woman in the Yard var under utveckling på Universal Pictures och Blumhouse. Jaume Collet-Serra hade anlitats för att regissera, och Sam Stefanak hade anlitats för skriva manuset. Danielle Deadwyler hade i samband med detta även fått den stora huvudrollen i filmen. I april 2024 rapporterades det att Okwui Okpokwasili och Russell Hornsby hade anslutit sig till rollistan. I maj anslöt sig även Peyton Jackson och Estella Kahiha till rollistan, detta i då helt hemliga roller.

### Filmning
Huvudfotograferingen av filmen satte igång den 15 april 2024. Filmen var den första stora produktionen som spelades in på Athena Studios i Athens i Georgia. Filminspelningen ägde även rum i den närliggande orten Bostwick i samma delstat.

## Släpp
The Woman in the Yard är hade biopremiär i USA den 28 mars 2025. Den var tidigare planerad att släppas den 10 januari 2025, innan den kort därefter togs bort från hela releaseschemat.